# 헨리 윙클러
헨리 윙클러(Henry Winkler, 1945년 10월 30일 ~ )는 미국의 배우, 희극인, 작가, 제작자, 감독이다. ABC 시트콤 《해피 데이스》(1974-84)로 1977년과 1978년 2년 연속 골든 글로브상 뮤지컬·코미디 시리즈 부문 남우주연상을, HBO 드라마 《배리》(2018-23)로 2018년 제70회 프라임타임 에미상 코미디 시리즈 부문 남우조연상을 수상했다.

## 작품 목록

### 영화 출연
- 뉴욕의 사랑 (1982)
- 스크림 (1996)
- 워터보이 (1998)
- 리틀 니키 (2000)
- 다운 투 유 (2000)
- 홀즈 (2003)
- 클릭 (2006)
- 절대로 네 여자가 될 수 없을거야 (2007)
- 조한 (2008)
- 히어 컴스 더 붐 (2012)
- 스쿠비! (2020) - 애니메이션
- 프렌치 디스패치 (2021)
- 블랙 아담 (2022)

### 영화 제작
- 피라미드의 공포 (1985)

### 텔레비전 출연
- 해피 데이스 (1974-84)
- The CBS Festival of Lively Arts for Young People (1977)
- 세서미 스트리트 (1980)
- 맥가이버 (1990)
- 심슨 가족 (1999) - 애니메이션
- 더 프랙티스 (1999-2000)
- 못말리는 패밀리 (2003-19)
- 서드 워치 (2004)
- 킹 오브 더 힐 (2004) - 애니메이션
- 크로싱 조던 (2005)
- 넘버스 (2008-09)
- 로열 페인스 (2010-16)
- 배트맨 더 브레이브 (2011) - 애니메이션
- 만능 수리공 매니 (2012) - 애니메이션
- 업 올 나이트 (2012)
- 1600 펜 (2013)
- 팍스 앤 레크리에이션 (2013-15)
- 펜 제로: 파트타임 히어로 (2014-17) - 애니메이션
- 줄리언 대왕 만세 (2014-17) - 애니메이션
- 보잭 홀스맨 (2015) - 애니메이션
- 밥스 버거스 (2015) - 애니메이션
- 뉴 걸 (2016)
- 네모바지 스폰지밥 (2016) - 애니메이션
- 미국판 꽃보다 할배 (2016-18) - 본인
- 줄리언 대왕 만세 (2017) - 애니메이션
- 배리 (2018-23)
- 가디언즈 오브 갤럭시 (2019) - 애니메이션
- 아메리칸 대드! (2019) - 애니메이션
- 리나는 뱀파이어 (2019-21) - 애니메이션
- 도날드 덕 가족의 모험 (2021) - 애니메이션
- 몬스터 근무일지 (2021-현재) - 애니메이션

### 텔레비전 연출
- 미녀마법사 사브리나 (2000-02)

### 텔레비전 제작
- 맥가이버 (1985-92) - 총괄 제작
- 맥가이버 (2016-21) - 총괄 제작

### 연극 출연
- 피터 팬 (2006-10) - 후크 선장 역

## 같이 보기
- 브레이크아웃 캐릭터